# 부르키나파소의 주

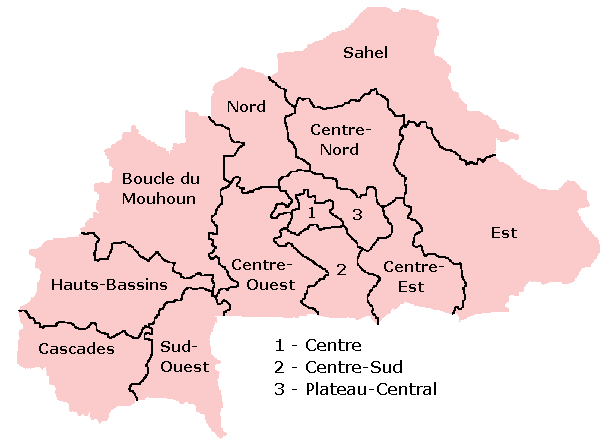
부르키나파소의 주

부르키나파소는 13개 주로 구성되어 있으며 이들 주는 45개 현과 301개 군으로 나뉜다.
- 부클뒤무운주
- 카스카드주
- 중부주
- 중동부주
- 중북부주
- 중서부주
- 중남부주
- 동부주
- 오트바생주
- 북부주
- 플라토상트랄주
- 사엘주
- 남서부주

## 같이 보기
- 부르키나파소의 행정 구역
- 부르키나파소의 현
- ISO 3166-2:BF